# Condado de Oswego
El condado de Oswego (en inglés: Oswego County) fundado en 1816 es un condado en el estado estadounidense de Nueva York. En el 2000 el condado tenía una población de 122.377 habitantes en una densidad poblacional de 50 personas por km². La sede del condado es Oswego.

## Geografía
Según la Oficina del Censo, el condado tiene un área total de 3398 km² (1312,0 mi²), de la cual 2468 km² (952,9 mi²) es tierra y 930 km² (359,1 mi²) (27.35%) es agua.

### Condados adyacentes
- Condado de Jefferson - norte
- Condado de Lewis - noreste
- Condado de Oneida - este
- Condado de Madison - sureste
- Condado de Onondaga - sur
- Condado de Cayuga - suroeste

### Carreteras principales
- Interestatal 81
- U.S. Route 11
- Ruta Estatal de Nueva York 3
- Ruta Estatal de Nueva York 13
- Ruta Estatal de Nueva York 48
- Ruta Estatal de Nueva York 49
- Ruta Estatal de Nueva York 69
- Ruta Estatal de Nueva York 104
- Ruta Estatal de Nueva York 104B
- Ruta Estatal de Nueva York 481 (Veterans Memorial Highway)

## Demografía
En el 2000 la renta per cápita promedia del condado era de $36,598, y el ingreso promedio para una familia era de $43,821. En 2000 los hombres tenían un ingreso per cápita de $34,976 versus $23,938 para las mujeres. El ingreso per cápita para el condado era de $16,853. Alrededor del 14.00% de la población estaba bajo el umbral de pobreza nacional.

## Localidades

Mapa de pueblos y ciudades del condado.

### Ciudades
- Fulton
- Oswego

### Pueblos
- Albion
- Amboy
- Boylston
- Constantia
- Granby
- Hannibal
- Hastings
- Mexico
- Minetto
- New Haven
- Orwell
- Oswego
- Palermo
- Parish
- Redfield
- Richland
- Sandy Creek
- Schroeppel
- Scriba
- Volney
- West Monroe
- Williamstown

### Villas
- Altmar
- Central Square
- Cleveland
- Hannibal
- Lacona
- Mexico
- Parish
- Phoenix
- Pulaski
- Sandy Creek

### Áreas no incorporadas
- Albion Center
- Fruit Valley
- Gayville
- Hinmansville
- Pennellville
- Texas